# Жау
Жау (порт. Jaú)  —  муниципалитет в Бразилии, входит в штат Сан-Паулу. Составная часть мезорегиона Бауру. Входит в экономико-статистический  микрорегион Жау. Население составляет 125 399 человек на 2006 год. Занимает площадь 688,337 км². Плотность населения — 182,2 чел./км².
Праздник города —  15 августа.

## История
Город основан в 1853 году.

## Статистика
- Валовой внутренний продукт на 2003 составляет 842.587.684,00 реалов (данные: Бразильский институт географии и статистики).
- Валовой внутренний продукт на душу населения на 2003 составляет 7.062,65 реалов (данные: Бразильский институт географии и статистики).
- Индекс развития человеческого потенциала на 2000 составляет 0,819 (данные: Программа развития ООН).

## География
Климат местности: тропический. В соответствии с классификацией Кёппена, климат относится к категории Aw.

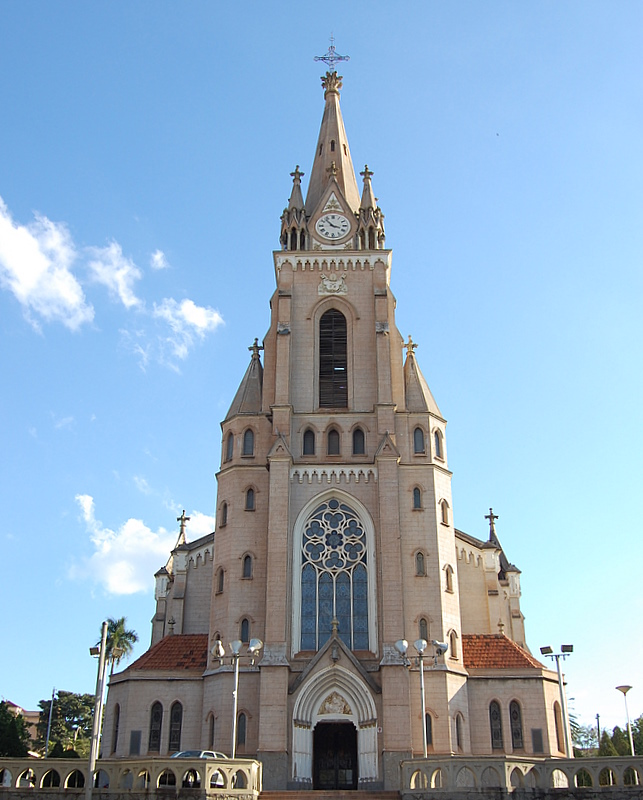
Собор

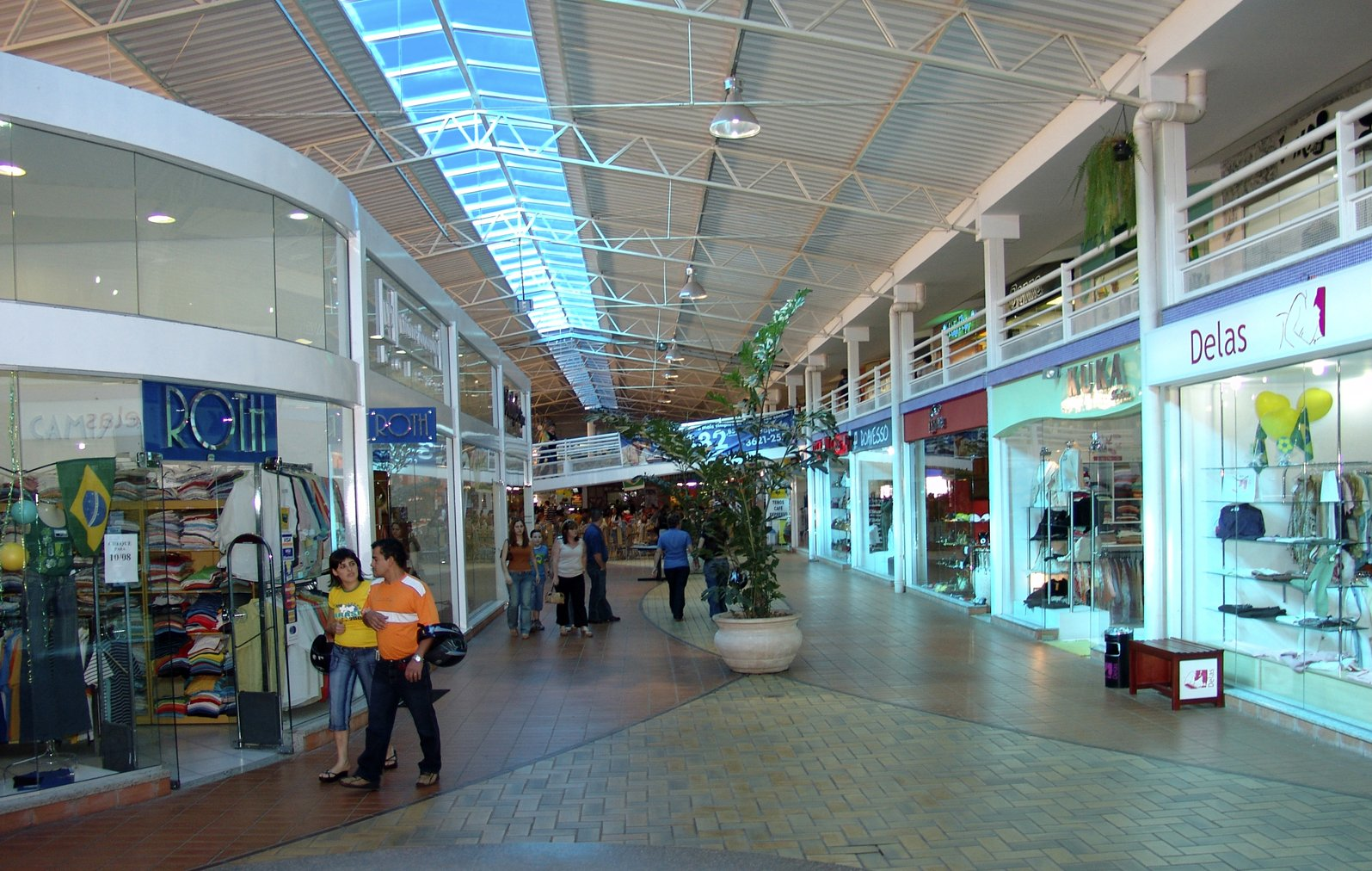